# Thang Cổ Đại
Thang Cổ Đại (tiếng Mãn: ᡨᠠᠩᡤᡡᡩᠠᡳ, Möllendorff: Tanggūdai, Abkai: Tanggvdai, chữ Hán: 湯古代, 24 tháng 12 năm 1585 - 3 tháng 11 năm 1640), Ái Tân Giác La, là Hoàng tử và nhà quân sự thời kỳ đầu nhà Thanh.

## Cuộc đời
Thang Cổ Đại sinh vào giờ Tý, ngày 4 tháng 11 (âm lịch) năm Minh Vạn Lịch thứ 13 (1585) trong gia tộc Ái Tân Giác La. Ông con trai thứ tư của Nỗ Nhĩ Cáp Xích, mẹ là Thứ phi Nữu Hỗ Lộc thị, con gái Bác Khắc Chiêm (博克瞻).
Thang Cổ Đại phục vụ Hoàng Thái Cực, được phong Cố Sơn Ngạch Chân (固山额真). Sau khi hạ được bốn thành Vĩnh Bình, Thang Cổ Đại cùng Đồ Nhĩ Cách (图尔格) và Nạp Mục Thái (纳穆泰) trấn thủ Loan Châu.
Năm Thiên Thông thứ 4 (1630), quân Minh tập kích Loan Châu, Nhị Bối lặc A Mẫn nhát gan không dám cứu viện, chỉ phái Ba Đô Lễ (巴都礼) suất lĩnh mấy trăm người phá vòng vây, đêm hôm đó tiến vào Loan Châu. Sau đó, quân Minh dùng đại pháo phá hư tường thành, thành lâu bốc cháy và đám người Thang Cổ Đại buông tha thành trì, đến cậy nhờ Vĩnh Bình. Sau khi trở về, Hoàng Thái Cực định hỏi tội, Thang Cổ Đại chủ động đến thỉnh tội xin chết. Hoàng Thái Cực nói:
| “ | 汝不能全师而归, 杀汝何益? . Nhữ bất năng toàn sư nhi quy, sát nhữ hà ích? | ” |

Sau khi luận tội, Thang Cổ Đại được miễn tội chết, nhưng bị bãi miễn Cố Sơn Ngạch Chân, tước đoạt ngưu lục, tịch thu gia sản. Năm Thiên Thông thứ 8 (1634), thụ phong Tam đẳng Mai Lặc Chương Kinh (三等梅勒章京). Năm Sùng Đức thứ 4 (1639), phong làm Tam đẳng Trấn quốc Tướng quân. Năm thứ 5 (1640), ngày 20 tháng 9, Thang Cổ Đại qua đời vì bệnh, truy thụy "Khắc Khiết" (克洁).

## Gia quyến

### Thê thiếp
- Chính thất: Phú Sát thị, con gái của Diệp Khắc Ba Yến (叶克巴晏).
- Kế thất: Qua Nhĩ Giai thị, con gái của Doãn Đạt Hỗ Tề (尹达祜齐)
- Thứ thiếp: 
  - Bác Nhĩ Tế Cát Đặc thị, con gái của Tháp Phổ Tắc Lăng (塔普则楞) thuộc Khoa Nhĩ Thấm.
  - Nữu Hỗ Lộc thị, con gái của Cáp Đương A (哈当阿).
  - Na Lạp thị, con gái của Bản Thái (本泰) thuộc Diệp Hách.

### Hậu duệ

#### Con trai
1. Niếp Khắc Tắc (聂克塞, 1601 – 1666), mẹ là Phú Sát thị. Tập tước Tam đẳng Phụng quốc Tướng quân từ Mục Nhĩ Sát. Có công theo Đa Đạc chiếm Ninh Viễn, theo Đa Nhĩ Cổn bình định Kinh sư, truy đuổi Lý Tự Thành đến Khánh Đô, tiến Trấn quốc công. Sau bị hàng xuống Tam đẳng Phụng quốc Tướng quân.[2]
  - Đích thê: Nạp Lạt thị, con gái của Tham Lĩnh Ba Hỉ Nạp Lạt (巴喜纳喇).
  - Kế thê: Nạp Lạt thị, con gái của Thị Lang Khố Đạt Lý (库达里).
  - Trưởng tử: Ngạch Đằng (额滕), mất sớm.
2. Mục Nhĩ Sát (穆尔察, 1611 – 1649), mẹ là Qua Nhĩ Giai thị. Sơ phong Tam đẳng Trấn quốc Tướng quân, tập tước, tiến Nhị đẳng.[3]
  - Đích thê: Đổng Ngạc thị, con gái của Trát Nhĩ Đại (扎尔岱).

#### Con gái
1. Trưởng nữ (1603 – 1663), mẹ là Phú Sát thị, kết hôn với Nam tước Thạc Chiêm (硕瞻) của Phú Sát thị.
2. Thứ nữ (1608 – 1663), mẹ là Qua Nhĩ Giai thị, kết hôn với Hộ quân Tham lĩnh Bố Duyên Đồ (布延图) của Na Lạp thị.